# Nicky Katt
Nicky Katt, nom d’artiste de Nicholas Lee Katt, est un acteur américain né le 11 mai 1970 à Acapulco (Mexique) et mort le 8 avril 2025 à Burbank (Californie).

## Filmographie partielle
- 1984 : V : Sean Donovan
- 1989 : Les Banlieusards (The 'burbs) de Joe Dante : Steve Kuntz
- 1993 : Génération rebelle (Dazed and Confused) de  Richard Linklater : Clint Bruno
- 1995 : Strange Days : Joey Corto
- 1995 : The Babysitter de Guy Ferland
- 1995 : The Cure de Peter Horton
- 1999 : L'Anglais : Stacy, le tueur à gages
- 2000 : Les Initiés : Greg Weinstein
- 2000 : Way of the Gun : Obecks
- 2002 : Full Frontal : Hitler
- 2002 : Insomnia : Fred Duggar
- 2003 : I Love Your Work d'Adam Goldberg
- 2005 : Sin City : Stuka
- 2006 : World Trade Center : un pompier volontaire
- 2006 : Monk : Sergent Ryan Sharkey
- 2007 : Planète Terreur : Joe
- 2007 : Boulevard de la mort : l'employé du magasin
- 2007 : À vif (The Brave One) : inspecteur Vitale
- 2008 : The Dark Knight : Le Chevalier noir : un homme du S.W.A.T. (non crédité au générique)
- 2013 : Ma vie avec Liberace (Behind the Candelabra) (téléfilm) de Steven Soderbergh : M. Y